# 长沙教育

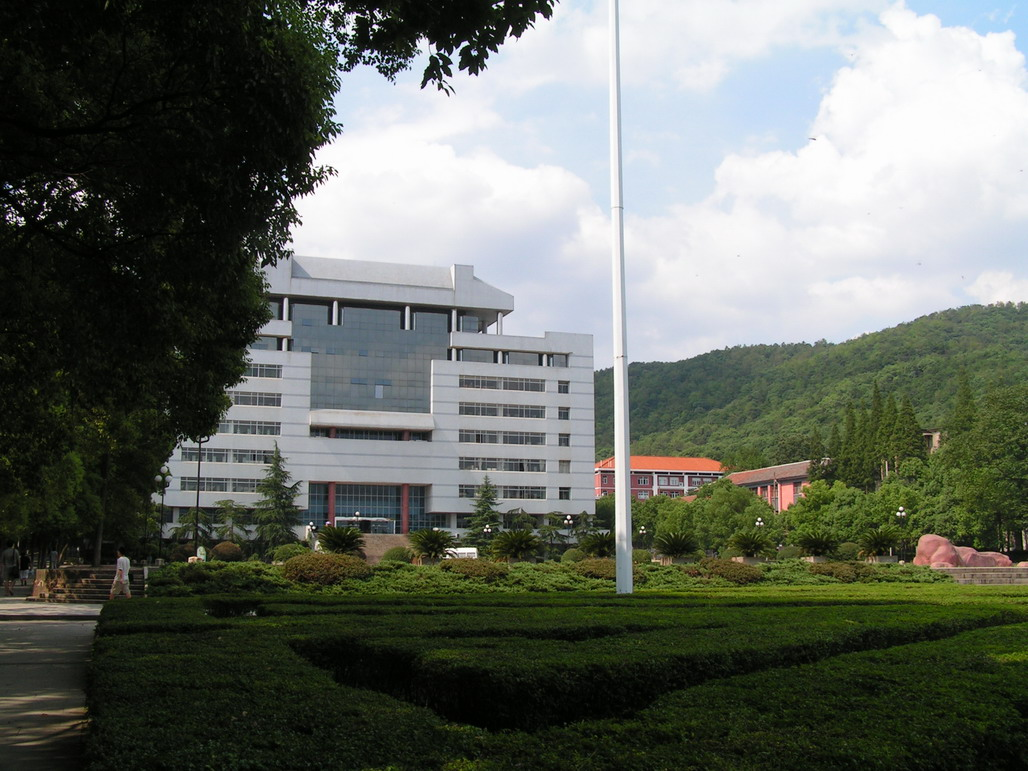
中南大学

长沙的教育，具体数据方面，2004年全市共有普通高校39所，普通高中92所，初中学校255所，普通小学1433所。全市普通高校在校学生32.94万人，在读研究生2.28万人，普通高中在校学生12.99万人，初中在校学生26.58万人，普通小学在校学生31.80万人，幼儿园在园幼儿7.79万人。小学适龄儿童入学率100%，小学生初中入学率100%。
长沙的中等基础教育在湖南省内有较高知名度。长郡中学、湖南师大附中、长沙市一中、雅礼中学有长沙四大名校之称，其师资配备、教学设施和教育质量等都处于领先水平，且均为百年老校。历年进入清华北大等国内名校的毕业生占全省很大比例。长沙市一中和湖南师大附中在国际中学生奥林匹克竞赛上多次获得金牌，奖牌数位居全国前两位。近几年长郡中学的高考成绩在湖南全省均名列前位。雅礼中学为美国耶鲁大学校友组织雅礼协会创办，以英语教学闻名。
长沙的高等教育比较发达，拥有4所211工程“重点大学”即国防科学技术大学、中南大学、湖南大学和湖南师范大学，有3所进入985工程，仅次于北京、上海位居第三。国防科技大学是最好的军事院校，在计算机领域十分突出。中南大学在材料、机械、冶金、医学和桥梁隧道工程等领域研究占有重要地位，2005年以“高性能炭／炭航空制动材料的制备技术”而夺得空缺6年之久的第一个国家技术发明奖一等奖。湖南大学的前身是岳麓书院，其土木建筑、化学等方面的研究位居全国前列。湖南师范大学其前身是国立师范学院，目前为湖南省属高校的龙头，其文、理科在全国具有一定实力。

## 中学教育
- 长沙四大名校
- 明德雨花實驗中學

## 大学教育
| 长沙八所综合性大学列表 |          |          | |          |         |         |
| 综合大学               | 性质     | 成立时间 | 最近更名或改组情况说明                                                                                            | 隶属     | 985工程 | 211工程 |
| 国防科技大学           | 军事院校 | 1953年   | 1999年4月，长沙炮兵学院、长沙工程兵学院和长沙政治学院并入                                                         | 中央军委 | √       | √       |
| 中南大学               | 综合大学 | 1952年   | 2000年4月29日，中南工业大学、湖南医科大学、长沙铁道学院                                                           | 教育部   | √       | √       |
| 湖南大学               | 综合大学 | 1926年   | | 教育部   | √       | √       |
| 湖南师范大学           | 师范院校 | 1938年   | 2000年并入湖南教育学院、湖南政法管理干部学院和湖南医学高等专科学校                                                | 省教育厅 |         | √       |
| 长沙理工大学           | 理工院校 | 1956年   | 2003年4月，由长沙交通学院与长沙电力学院合并组建                                                                   | 省教育厅 |         |         |
| 湖南农业大学           | 农业院校 | 1951年   | 1951年3月9日由湖南省立修业农林专科学校和湖南大学农业学院合并组建，时名湖南农学院；1994年2月批准更名为湖南农业大学 | 省教育厅 |         |         |
| 中南林业科技大学       | 林业院校 | 1958年   | 2005年12月，经批准，中南林学院正式更名为中南林业科技大学；2006年4月，湖南经济管理干部学院并入中南林业科技大学     | 省教育厅 |         |         |
| 湖南中医药大学         | 医药院校 | 1934年   | 2002年湖南中医学院与湖南省中医药研究院合并，2006年经批准更名为湖南中医药大学。                                    | 省教育厅 |         |         |

| 长沙普通本科院校列表 |          |          | |          |
| 综合大学             | 性质     | 成立时间 | 最近更名或改组情况说明 | 隶属     |
| 湖南涉外经济学院     | 综合大学 | 1997年   | 学校创建于1997年5月，原名湘南文理专修学院；1998年迁入河西天顶更名为湖南涉外经济学院；2000年批准为民办普通高等专科学校并纳入国家计划招生；2005年升为本科院校。                               | 民办     |
| 长沙学院             | 理工院校 | 1978年   | 1996年4月，原专科制的长沙大学与长沙职业技术示范专科学校合并组建专科制的长沙大学；2004年5月，长沙大学更名为长沙学院升为本科院校                                                              | 省教育厅 |
| 长沙医学院           | 医药院校 | 1989年   | 前身为建于1989年的“湘南医学高等专科学校”；2000年学校主体迁至长沙；2005年3月教育部批准为全日制普通本科院校并更名为长沙医学院。该学院属医学类民办普通本科院校（二本），分社长沙、衡阳两个校区 | 民办     |
| 湖南第一师范学院     | 师范院校 | 1903年   | 前身为湖南省第一师范学校，2000年升格为普通高等专科学校，2008年升格为本科院校并更为现名 | 省教育厅 |
| 湖南女子学院         | 语言院校 | 1985年   | 1985年由湖南省妇联创办；2010年9月，湖南女子职业大学更名为湖南女子学院，并升本科院校 | 省教育厅 |
| 湖南财政经济学院     | 财经院校 | 1942年   | 1985年，湖南省财会学校升为湖南财经专科学校；1993年，更名湖南财经高等专科学校；2010年1月，改名湖南财政经济学院并升本科院校                                                                   | 省教育厅 |
| 湖南商学院           | 财经院校 |          | 1994年2月，湖南商业高等专科学校与湖南省商业管理干部学院合并组建；2000年3月，通过本科教学工作评估                                                                                            | 省教育厅 |
| 湖南警察学院         | 政法院校 | 1949年   | 1999年2月，湖南公安高等专科学校与湖南省人民警察学校组建湖南公安高等专科学校；2010年3月更名为湖南警察学院并升为本科院校                                                                      | 省教育厅 |
| 长沙师范学校         | 师范院校 | 1912年   | 2004年5月升为专科学校，2005年12月，升为本科院校 | 省教育厅 |

| 长沙专科职业院校校列表   |            |          | |          |
| 综合大学                 | 性质       | 成立时间 | 最近更名或改组情况说明 | 隶属     |
| 湖南税务高等专科学校     | 财经院校   |          | | 省教育厅 |
| 湖南艺术职业学院         | 艺术类     | 1951年   | 2000年，湖南省电影学校和湖南省艺术学校合并设立 | 省教育厅 |
| 湖南信息职业技术学院     | 专科类     |          | 1999年7月，湖南省电子工业学校与湖南省电子职工大学合并组建 | 省教育厅 |
| 湖南信息科学职业学院     | 专科类     | 1990年   | | 民办     |
| 湖南现代物流职业技术学院 | 专科类     | 1965年   | 湖南省物资学校更名并升为专科类院校 | 省教育厅 |
| 湖南网络工程职业学院     | 专科类     | 2003年   | | 省教育厅 |
| 湖南外国语职业学院       | 专科类     | 1993年   | | 民办     |
| 湖南体育职业学院         | 体育专科类 |          | 2002年，湖南省体育运动学校、湖南职工体育运动技术学院合并组建 | 省教育厅 |
| 湖南司法警官职业学院     | 政法专科类 |          | 2003年，湖南司法警官学校升为专科职院类并更名 | 省教育厅 |
| 湖南水利水电职业技术学院 | 理工专科类 | 1980年   | 2005年，湖南水利水电工程学校升为专科职院类并更名 | 水利厅   |
| 湖南生物机电职业技术学院 | 农业专科类 |          | 2001年5月28日，长沙农校和湖南省机电工程学校合并组建湖南生物与机电工程职业技术学院，2003年2月22日更为现名 | 省教育厅 |
| 湖南商务职业技术学院     | 财经专科类 |          | 1986年湖南省供销合作学校、湖南省供销干部学校合并组建湖南省供销学校；2000年更名为湖南省商务学校；2001年升为专科类院校并更名为现名；2002年湖南政法专修学院并入                                                                                      | 省教育厅 |
| 湖南软件职业学院         | 理工专科类 | 2001年   | | 省教育厅 |
| 湖南科技职业学院         | 综合专科类 |          | 2001年，湖南省轻工业学校、湖南省工艺美术学校、湖南省第二轻工业学校合并组建，并升为专科类职院类 | 省教育厅 |
| 湖南交通职业技术学院     | 理工类     | 1956年   | 2001年湖南省交通学校升专并更名至今 | 省教育厅 |
| 湖南机电职业技术学院     | 理工类     | 1975年   | 2002年，湖南机电学校升专并更名至今 | 省教育厅 |
| 湖南工艺美术职业学院     | 艺术类     |          | | 省教育厅 |
| 湖南工业职业技术学院     | 理工类     | 1955年   | 1995年，湖南省机械工业学校和湖南省机械工业厅职工大学合并组建升专 | 省教育厅 |
| 湖南工程职业技术学院     | 理工类     | 1958年   | 2002年，长沙工程学校和湖南工程职工大学合并组建升专 | 省教育厅 |
| 湖南外贸职业学院         | 财经类     | 1954年   | 2003年，湖南省粮食学校和湖南省对外经济贸易学校合并组建升专 | 省教育厅 |
| 湖南都市职业学院         | 综合类     |          | |          |
| 湖南电子科技职业学院     | 综合类     | 1997年   | 前身为1997年创建的“长沙创世纪电脑模具专修学院”；2007年批准升为专科职业院校和纳入国家招生计划并更名 | 民办     |
| 湖南大众传媒职业技术学院 | 综合类     |          | 前身为1979年复设的“湖南银行学校”；2001年“湖南银行学校”更名为湖南大众传媒职业技术学院；2003年长沙县教师进修学校、长沙县实验小学并入；2004年“湖南省广播电视学校”并入                                                                                | 省教育厅 |
| 湖南城建职业技术学院     | 理工类     | 1958年   | 前身为1958年创建“湖南省土木建筑学校”（后更名“湖南省建筑学校”）和1979年创建的“湖南省建材工业学校”； 2003年，“湖南省建材工业学校”与“湖南省建筑学校”合并设立“湖南城建职业技术学院”，升为职业专科类院校；2008年长沙职工大学、湖南建筑高级技工学校并入 | 省教育厅 |
| 湖南安全技术职业学院     | 综合类     |          | 2006年，自湖南科技职业学院（原长沙煤炭安全技术培训中心部分）分置“湖南安全技术职业学院”，专科类院校 | 省教育厅 |
| 长沙职业技术学院         | 综合类     |          | |          |
| 长沙通信职业技术学院     | 理工类     |          | |          |
| 长沙商贸旅游职业技术学院 | 财经类     |          | |          |
| 长沙南方职业学院         | 综合类     |          | |          |
| 长沙民政职业技术学院     | 语言类     |          | |          |
| 长沙环境保护职业技术学院 | 理工类     |          | |          |
| 长沙航空职业技术学院     | 理工类     |          | |          |
| 长沙电力职业技术学院     | 理工类     |          | |          |
| 保险职业学院             | 财经类     |          | |          |